# Стронгхарт
Э́цель фон О́рингер (нем. Etzel von Oeringen; 1 октября 1917, Бреслау, Пруссия — 24 июня 1929, Лос-Анджелес, Калифорния), более известный как Стро́нгхарт (англ. Strongheart — рус. Твёрдое сердце) — собака породы немецкая овчарка, кобель, один из первых животных-киноактёров.

## Биография

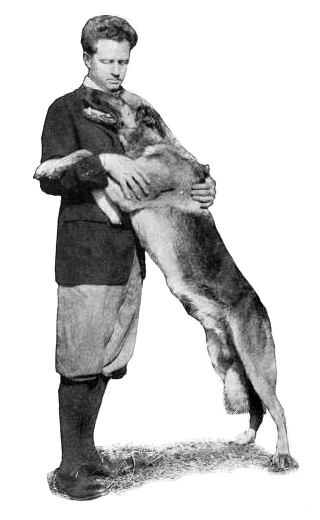
Тримбл и Стронгхарт в 1921 году

Эцель фон Орингер родился 1 октября 1917 года в Бреслау (ныне Вроцлав). Он был обучен в Берлине в качестве полицейской собаки и служил в Немецком Красном Кресте во время Первой мировой войны.
Американский режиссёр Лоуренс Тримбл, известный как дрессировщик собак, а также его жена Джейн Мёрфин, сценарист, искали в Европе собаку, которая могла бы сниматься в кино. Тримбл, увидев трёхлетнего Эцеля в 1920 году, признал его потенциал, купил и привёз в Голливуд. Новая кличка собаки, Стронгхарт (от слов «strong» и «heart» — рус. Твёрдое сердце), была предложена отделом рекламы студии First National Pictures, которая выпустила первый фильм с участием Стронгхарта.
Его человеческие коллеги были довольны Стронгхартом, потому что, хотя он разорвал их одежду в клочья, он никогда не оставлял следов клыков или когтей ни на одном актёре.
Дебют Стронгхарта состоялся в 1921 году, когда он сыграл роль Флэша в фильме «Безмолвный зов». Сразу после выхода ленты собака стала знаменита. В дальнейшем Стронгхарт играл в таких фильмах, как «Браун с Севера» (1922), «Мастер любви» (1924) и «Белый Клык» (1925). Последний фильм с участием пса — «Возвращение Бостонского Блэки» (1927).

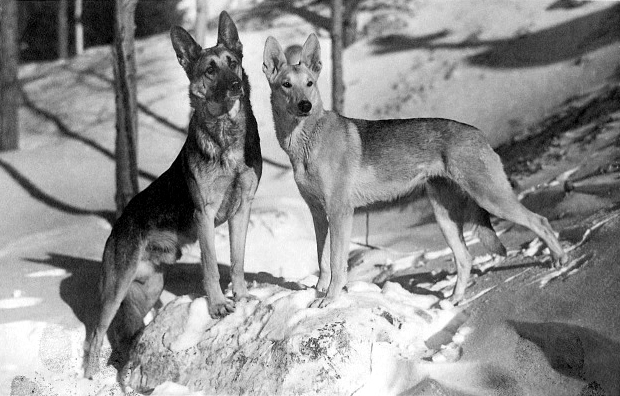
Стронгхарт и Леди Джул в 1924 году

Стронгхарт имел отношения с немецкой овчаркой Леди Джул, с которой он снимался в фильме «Мастер любви». Она принесла от него достаточно большое потомство, и их род сохранился до наших дней.
Внук Стронгхарта по кличке «Молния» был известен по ролям во многих фильмах 1930-х годов. Другой внук, по кличке «Серебряный король», также снимался в кино и лично выступал в рамках программы безопасности для детей.
В 1929 году, снимаясь в очередном фильме, Стронгхарт случайно попал в студийную лампу и получил ожог. Ожог способствовал образованию опухоли, которая и послужила причиной смерти собаки. Стронгхарт умер 24 июня 1929 года в доме Джейн Мёрфин.
В 1960 году Стронгхарт был посмертно удостоен звезды на голливудской «Аллее славы» за вклад в киноиндустрию. Он стал одной из трёх собак, удостоенных этой награды (наряду с Рин Тин Тином и Лесси).

## Фильмография

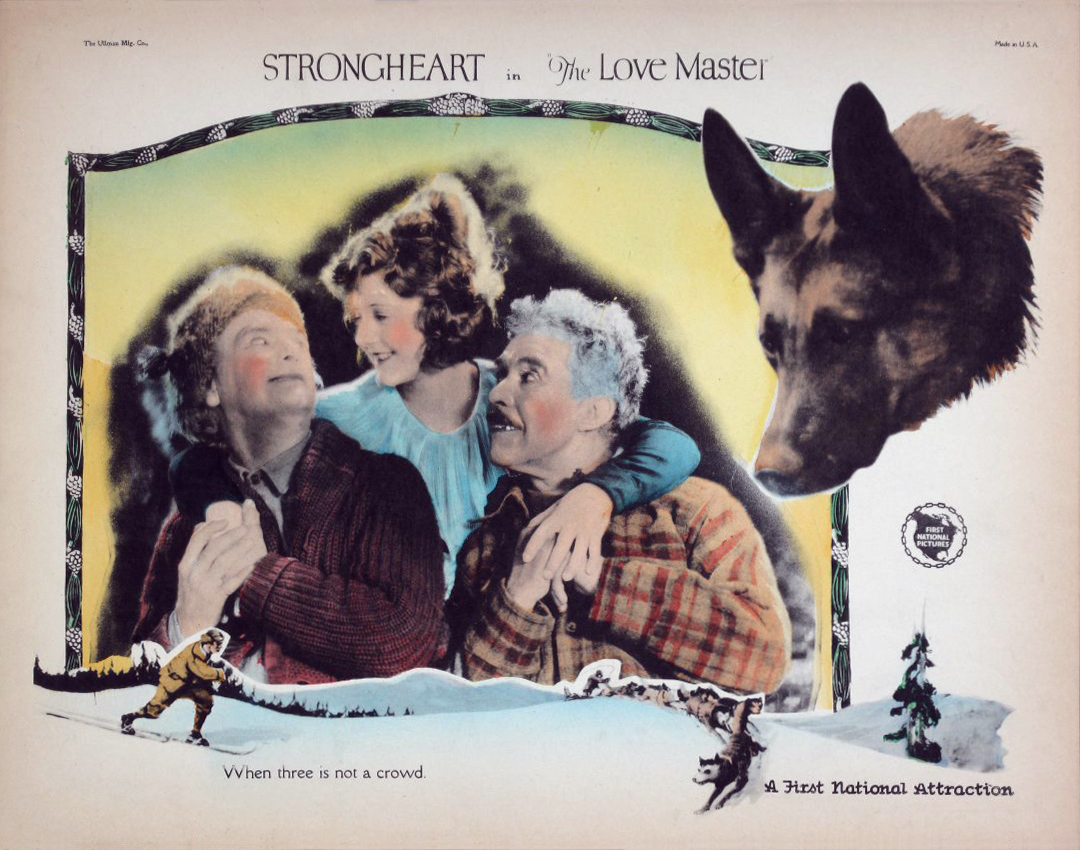
Открытка к фильму «Мастер любви» (1924)

Практически все фильмы с участием Стронгхарта утрачены. Постер фильма «Мастер любви» сохранился во Франции, в Национальном центре кинематографии и движущегося изображения. Фильм «Возвращение Бостонского Блэки» сохранился на 16-миллиметровой плёнке на региональном DVD-диске.
Ниже приведён перечень всех фильмов с участием Стронгхарта:
| Год  | Название фильма               | Режиссёр       | Роль            |
| ---- | ----------------------------- | -------------- | --------------- |
| 1921 | Безмолвный зов                | Лоуренс Тримбл | Флэш            |
| 1922 | Браун с Севера                | Лоуренс Тримбл | Браун           |
| 1924 | Мастер любви                  | Лоуренс Тримбл | Стронгхарт      |
| 1925 | Белый Клык                    | Лоуренс Тримбл | Белый Клык      |
| 1925 | Северная звезда               | Пол Пауэлл     | Северная звезда |
| 1927 | Возвращение Бостонского Блэки | Гарри О. Хойт  | Стронгхарт      |

## Память
В 1926 году в книге «Стронгхарт: история чудо-собаки» Тримбл рассказал историю о том, как Стронгхарт приехал в США и был выбран для съемок в кино, о его обучении, успехах в фильмах, кульминацией которых стал Белый Клык.
Популярность Стронгхарта вдохновила компанию «Doyle Packing Company» принять его имя и фотографию для консервированного собачьего корма в 1932 году. Собачий корм «Strongheart» давал респектабельный бизнес, особенно на Среднем Западе, и был доступен в магазинах до 2002 года.
Дж. Аллен Бун опубликовал две книги: «Письма к Стронгхарту» (1939) и «Родство со всей жизнью» (1954), посвященные общению животных и житию души собаки после смерти. Обе книги неоднократно переиздавались и остаются классикой спиритуализма. Бун был корреспондентом «The Washington Post» и долгое время присматривал за Стронгхартом, пока Мёрфин и Тримбл находились в командировке. По слухам, между Буном и Стронгхартом существовала глубокая связь, и Бун верил, что собака была трансформирующимся существом.
«Стронгхарт: первая в мире собака-кинозвезда» (2014) — это книга для юной аудитории лауреата медали Калдекотта Эмили Арнольд Маккалли. Газета «The New York Times» «высоко оценила её скрупулёзную работу по воссозданию ртутного мира ушедшей эпохи средств массовой информации. Мегафоны, коротко остриженные волосы и бриджи — всё здесь. А в Эцеле, псе, рождённом и воспитанном для того, чтобы быть сильным и храбрым, он дал юным читателям редкий портрет голливудского героя, который был таким же героическим за кадром, как и на экране».
«Стронгхарт: чудо-собака Серебряного экрана» (2018) — это роман для детей в возрасте от 8 до 12 лет, написанный Кэндис Флеминг и иллюстрированный лауреатом медали Калдекотта Эриком Романом. Kirkus Reviews сказало: «подобно сюжету немого кино, повествование Флеминг полно приключений, романтики и неизвестности». Книга получила звездную рецензию в Буклисте.

## Награды
| Награда                    | Год  | Категория                               | Работа | Результат |
| -------------------------- | ---- | --------------------------------------- | ------ | --------- |
| Голливудская «Аллея славы» | 1960 | Именная звезда за вклад в киноиндустрию | н/д    | Победа    |